# Connoire Bay
Connoire Bay är en vik i Kanada.   Den ligger i provinsen Newfoundland och Labrador, i den östra delen av landet, 1 400 km öster om huvudstaden Ottawa.
Trakten runt Connoire Bay består i huvudsak av gräsmarker.